# Stari Mikanovci
Stari Mikanovci è un comune della Croazia di 3 387 abitanti della Regione di Vukovar e della Sirmia.